# آلکودیا
آلکودیا (به اسپانیایی: Alcúdia) یک شهرستان در اسپانیا است که در Raiguer واقع شده‌است.

## خصوصیات
آلکودیا ۶۰٫۰۵ کیلومترمربع مساحت و ۱۹٬۰۷۱ نفر جمعیت دارد و ۱۵ متر بالاتر از سطح دریا واقع شده‌است.